# Folketingsvalget 2005
Folketingsvalget 8. februar 2005 blev udskrevet fra Folketingets talerstol af statsminister Anders Fogh Rasmussen tirsdag den 18. januar 2005.
Valget bød ikke på de store ændringer i den parlamentariske situation, idet VK-regeringen stadig havde flertal med Dansk Folkeparti alene. Trods stor vælgerfremgang opnåede De Radikale ikke mandater nok til at udgøre et alternativt flertal med regeringen. For Socialdemokraterne under ledelse af Mogens Lykketoft blev valget en ny nedtur med en historisk lav vælgertilslutning på niveau med jordskredsvalget i 1973. Efter valget dannedes regeringen Anders Fogh Rasmussen II.
Folketingsvalget 2005 er desuden historisk, idet det for første gang i næsten hundrede år lykkedes en Venstre-statsminister at danne regering efter to valg i træk.

## Valgresultatet
| Liste                          | Parti                            | Partileder             | Stemmer   | %      | Mandater     | +/ – |
| ------------------------------ | -------------------------------- | ---------------------- | --------- | ------ | ------------ | ---- |
| V                              | Venstre, Danmarks Liberale Parti | Anders Fogh Rasmussen  | 974.636   | 29,0%  | 52           | -4   |
| A                              | Socialdemokraterne               | Mogens Lykketoft       | 867.349   | 25,8%  | 47           | –5   |
| O                              | Dansk Folkeparti                 | Pia Kjærsgaard         | 444,947   | 13,3%  | 24           | +2   |
| C                              | Det Konservative Folkeparti      | Bendt Bendtsen         | 344.886   | 10,3%  | 18           | +2   |
| B                              | Det Radikale Venstre             | Marianne Jelved        | 308.212   | 9,2%   | 17           | +8   |
| F                              | Socialistisk Folkeparti          | Holger K. Nielsen      | 201.047   | 6,0%   | 11           | -1   |
| Ø                              | Enhedslisten                     | Kollektiv ledelse      | 114.123   | 3,4%   | 6            | +2   |
| K                              | Kristendemokraterne              | Marianne Karlsmose     | 58.071    | 1,7%   | 0            | -4   |
| D                              | Centrum-Demokraterne             | Mimi Jakobsen          | 33.880    | 1,0%   | 0            | -    |
| M                              | Minoritetspartiet                | Rune Engelbreth Larsen | 8.850     | 0,3%   | 0            | -    |
|                                | Løsgængere                       |                        | 1.211     | 0,0%   | 0            | -    |
|                                |                                  |                        |           |        |              |      |
| Total (Valgdeltagelse: 84,5 %) | Total (Valgdeltagelse: 84,5 %)   |                        | 3.384.560 | 100,0% | 175 mandater |      |

(+/-) angiver forskellen af antal pladser i Folketinget i forhold til fordelingen ved forrige valg.
| Stemmefordeling             | Stemmefordeling             | Stemmefordeling | Stemmefordeling | Stemmefordeling |
| --------------------------- | --------------------------- | --------------- | --------------- | --------------- |
|                             |                             |                 |                 |                 |
| Venstre                     | Venstre                     |                 | 29.0%           | 29.0%           |
| Socialdemokraterne          | Socialdemokraterne          |                 | 25.8%           | 25.8%           |
| Dansk Folkeparti            | Dansk Folkeparti            |                 | 13.3%           | 13.3%           |
| Det Konservative Folkeparti | Det Konservative Folkeparti |                 | 10.3%           | 10.3%           |
| Det Radikale Venstre        | Det Radikale Venstre        |                 | 9.2%            | 9.2%            |
| Socialistisk Folkeparti     | Socialistisk Folkeparti     |                 | 6.0%            | 6.0%            |
| Enhedslisten                | Enhedslisten                |                 | 3.4%            | 3.4%            |
| Kristendemokraterne         | Kristendemokraterne         |                 | 1.7%            | 1.7%            |
| Centrum-Demokraterne        | Centrum-Demokraterne        |                 | 1.0%            | 1.0%            |
| Minoritetspartiet           | Minoritetspartiet           |                 | 0.3%            | 0.3%            |